# Hans Halm
Hans Halm, nemški general, * 24. februar 1879, † 9. oktober 1957.